# Manuel Gaspar Costa
Manuel Gaspar Costa (ur. 30 grudnia 1989 w Lubango) – piłkarz angolski grający na pozycji pomocnika. Od 2016 roku jest zawodnikiem Benfiki Luanda.

## Kariera klubowa
Swoją karierę piłkarską Manuel rozpoczął w klubie AS Aviação ze stolicy kraju, Luandy. W 2009 roku zadebiutował w nim w pierwszej lidze angolskiej. W 2010 roku zdobył z nim Puchar Angoli, a w 2011 roku - Superpuchar Angoli. W 2013 roku przeszedł do innego stołecznego zespołu, Primeiro de Agosto. Spędził tam sezon 2013, a potem wrócił do Aviação. W 2016 roku przeszedł do Benfiki Luanda.

## Kariera reprezentacyjna
W reprezentacji Angoli Manuel zadebiutował w 2012 roku. W 2013 roku został powołany do kadry na Puchar Narodów Afryki 2013.